# Symbol (Nachrichtentechnik)
Als Symbol werden in der digitalen Übertragungstechnik und Nachrichtentechnik die verschiedenen Zeicheneinheiten zur Übertragung des Informationsgehaltes bezeichnet. Die Anzahl der pro Zeitspanne übertragenen Symbole ist die Symbolrate und wird in der Einheit Baud ausgedrückt.

## Allgemeines
Die endliche und diskrete Menge der Symbole {\displaystyle d_{i}} mit dem Index {\displaystyle i}, die in einer bestimmten Anwendung verwendet werden können, heißt Symbolalphabet. Diese Symbole werden zur Übertragung in einer Konstellation abgebildet.
Die Abbildung einer bestimmten Anzahl von Bits auf ein konkretes Symbol erfolgt im Rahmen der Leitungscodierung. Die Darstellung eines Symbols hängt von der gewählten Modulation ab und erfolgt durch Veränderung bestimmter physikalischer Parameter eines Trägersignals. 
Zu den einfachsten und wichtigen Symbolalphabeten zählen unipolare Symbole mit der Menge {\displaystyle d_{i}\in \{0,1\}} und die bipolaren Symbole mit der Menge {\displaystyle d_{i}\in \{-1,1\}}. In diesen Fällen kann einem Symbol genau der Informationsgehalt eines Bit zugeordnet werden. Nur hier ist die Bitrate (in Bit pro Sekunde) gleich der Symbolrate (in Baud). Beispielsweise bei einer Phasenmodulation (BPSK) gibt es zwei Symbole in Form der Phasenlage 0° und 180° des Trägersignals. Im Bereich der Digitaltechnik werden die beiden Symbole durch zwei verschieden hohe elektrische Spannungen mit 0 V und 5 V abgebildet, wie es in der Transistor-Transistor-Logik üblich ist.
Bei Symbolalphabeten mit mehr als zwei Symbolen lässt sich ein höherer Informationsgehalt als ein Bit pro Symbol erzielen. So können bei vier Symbolen zwei Bits pro Symbol dargestellt werden, wie bei der Quadraturphasenumtastung. Nicht-ganzzahlige Bits pro Symbol ergeben sich bei Modulationen (NIBS), deren Konstellationen Symbolanzahlen aufweisen, die von der Form {\displaystyle 2^{n}} abweichen.
Je mehr Symbole ein Symbolalphabet umfasst, desto schwieriger ist es, in realen Übertragungssystemen benachbarte Symbole sicher zu unterscheiden. Dies liegt an physikalisch bedingten Störungen wie Rauschen, die die Unterscheidung der verschiedenen Amplitudenwerte und Phasenlagen eines Trägersignals erschweren. Zur Erzielung einer bestimmten Bitrate auf einem Übertragungskanal kann somit entweder die Symbolrate verändert werden, dies ist gleichbedeutend mit einer Veränderung der Bandbreite des Übertragungskanals, oder die Anzahl der verwendete Symbole verändert werden. Den Zusammenhang beschreibt die Kanalkapazität.

## Symboldarstellung
Je nach Übertragungsmedium und Übertragungsverfahren kann ein Symbol durch unterschiedliche physikalische Größen ausgedrückt werden. Gebräuchliche Größen für die Symboldarstellung in der Nachrichtentechnik sind:
- Elektrische Spannung, üblicherweise in Form der Amplitude.
- Frequenz
- Phase (zeitliche Relation zweier Schwingungen)

Die eigentliche Informationsübertragung erfolgt meist unter Anwendung digitaler Modulationstechniken.

## Belege
1. ↑  Franklin, Daniel; Burnett, Ian: On Non-Integer Bits-per-Symbol Modulation in DMT Modems; University of Wollongong; 2002 Online (PDF; 98 kB)